# (15390) Znojil
(15390) Znojil (1997 TJ10) – planetoida z grupy pasa głównego asteroid okrążająca Słońce w ciągu 4,13 lat w średniej odległości 2,57 j.a. Odkryta 6 października 1997 roku.